# Castelo de Le Roeulx

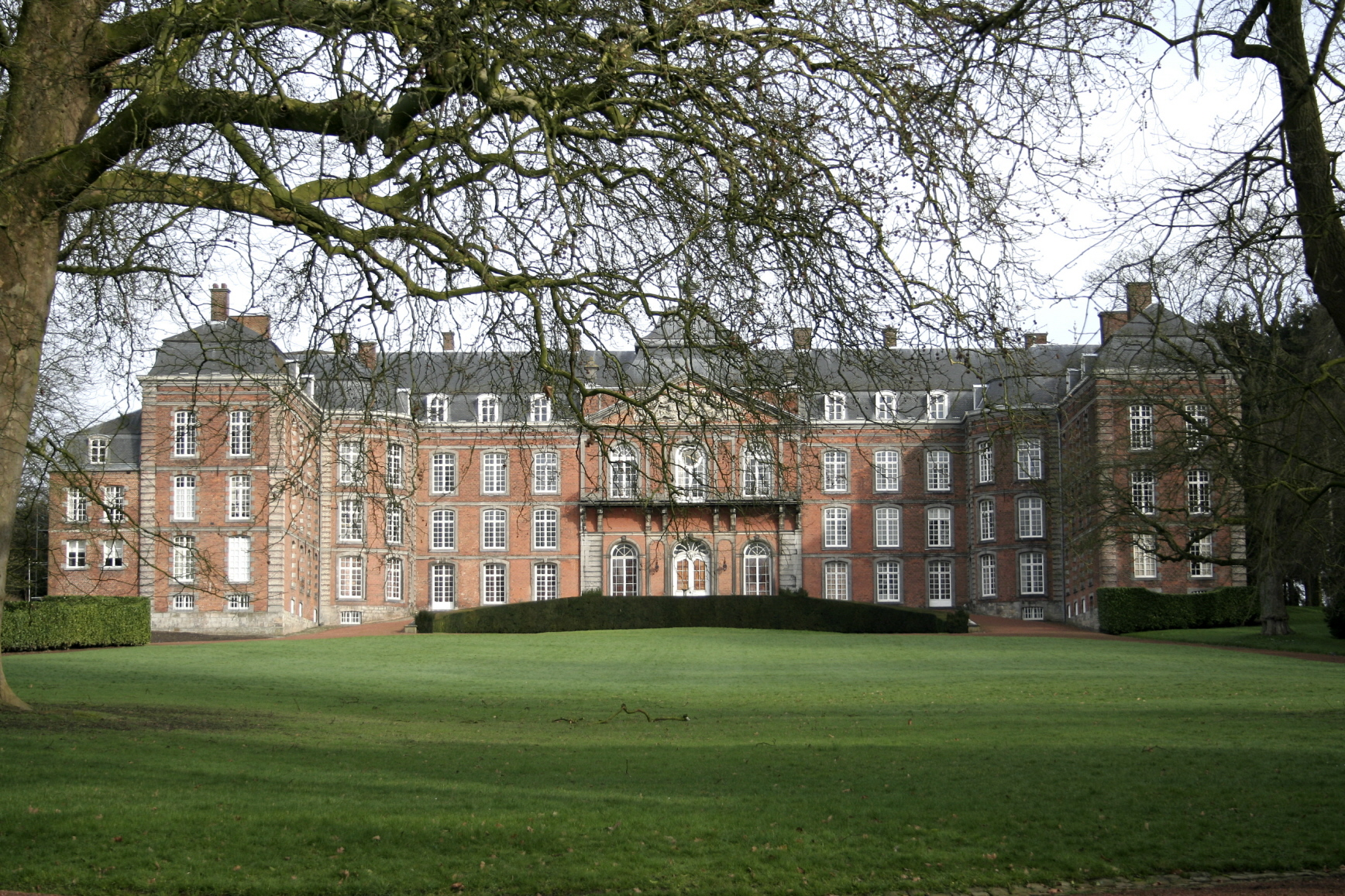
O Castelo de Roeulx

O Castelo de Le Roeulx, situado em Le Roeulx, na Bélgica, é a principal residência dos Príncipes de Croÿ desde 1429 e um dos castelos mais imponentes do país.

## História
As origens do castelo remontam ao século XI. O primeiro senhor do castelo foi Arnoldo, filho de Balduíno II (1056-1098), Conde de Hainaut e de Flandres. O filho de Arnoldo, Eustácio II (m. 1186), ergueu um castelo de pedra com várias torres, que pode ser visto ainda no canto noroeste do castelo. Eustácio III (m. 1218), filho do precedente, juntou-se à Terceira Cruzada, morrendo sem deixar descendentes, e o castelo voltou a ser domínio dos Condes de Hainaut.
Em 1429, Jaqueline da Baviera, duquesa de Baviera-Straubing, condessa da Hainaut e Holânda, cedeu o castelo a Antônio de Croy (1385-1475), governador-geral dos Países Baixos e Luxemburgo. O castelo até hoje pertence aos seus descendentes.

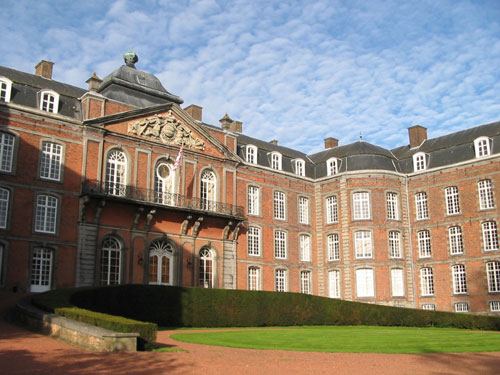
A fachada do castelo

O Castelo de Le Roeulx recebeu vários convidados eminentes, entre eles estão os duques de Borgonha, Filipe, o Bom, e seu filho, Carlos, o Temerário; o imperador Maximiliano I, seu filho Carlos V e seus netos, Filipe II da Espanha e Margarida de Parma; a rainha Maria de Médici; os arquiduques da Áustria Alberto e Isabel; e a rainha Cristina da Suécia.
A atual fachada clássica foi construída por ordem de Fernando Gastão José, duque de Croÿ, que também mandou adicionar duas alas ao castelo em 1713 e 1760.
Poucos dias antes da famosa Batalha de Waterloo, em 8 de junho de 1815, o Duque de Wellington e o Príncipe de Orange (futuro Guilherme II) organizaram um conselho de guerra dentro do Castelo de Le Roeulx.